# The Night Flight Orchestra
The Night Flight Orchestra es una banda sueca de hard rock procedente de Helsingborg y surgida en 2007 como una especie de proyecto paralelo de la mano de Björn Strid y David Andersson durante una gira por los Estados Unidos con su principal banda Soilwork. Más adelante se unen al proyecto Sharlee D'Angelo (Arch Enemy, Spiritual Beggars, ex-Mercyful Fate), Richard Larsson (Von Benzo), Jonas Källsbäck (Mean Streak) y recientemente Sebastian Forslund (Kadwatha).
Actualmente han publicado cinco discos de estudio, los dos primeros bajo Coroner Records y los tres más recientes bajo Nuclear Blast, y musicalmente toman como principal fuente el hard rock más tradicional con toques de funk, soul, disco, rock progresivo y AOR.

## Miembros
- Björn "Speed" Strid – voz principal (2007–presente)
- David Andersson – guitarras (2007–presente)
- Sharlee D'Angelo – bajo (2007–presente)
- Jonas Källsbäck – batería (2007–present)
- Sebastian Forslund – congas, percusiones, guitarras (2014–presente)
- Anna-Mia Bonde – coros (2017–present)
- Anna Brygård – coros (2017–presente)

### Exmiembros
- Richard Larsson – teclados (2007–2020)

## Discografía
- Internal Affairs (2012)
- Skyline Whispers (2015)
- Amber Galactic (2017)
- Sometimes the World Ain't Enough (2018)
- Aeromantic (2020)
- Aeromantic II (2021)
- Give Us The Moon (2025)